# Filippienkowo
Filippienkowo (ros. Филиппенково) – wieś w Rosji, w obwodzie woroneskim, w rejonie buturlinowskim. W 2010 liczyła 915 mieszkańców.